# Sportverein Wehen 1926 Taunusstein 2008-2009
Questa voce raccoglie le informazioni riguardanti lo Sportverein Wehen 1926 Taunusstein nelle competizioni ufficiali della stagione 2008-2009.

## Stagione
Nella stagione 2008-2009 il Wehen Wiesbaden, allenato da Hans-Werner Moser, concluse il campionato di 2. Bundesliga al 18º posto. In Coppa di Germania il Wehen Wiesbaden fu eliminato ai quarti di finale dall'Amburgo.

## Rosa
| N. |                         | Ruolo | Calciatore            |
| -- | ----------------------- | ----- | --------------------- |
| 23 | Germania (bandiera)     | P     | Marc Birkenbach       |
| 1  | Germania (bandiera)     | P     | Thomas Richter        |
| 31 | Germania (bandiera)     | P     | Alexander Walke       |
| 3  | Germania (bandiera)     | D     | Thorsten Barg         |
| 16 | Germania (bandiera)     | D     | Kristjan Glibo        |
| 26 | Germania (bandiera)     | D     | Torge Hollmann        |
| 28 | Germania (bandiera)     | D     | Benjamin Hübner       |
| 6  | Montenegro (bandiera)   | D     | Vlado Jeknić          |
| 19 | Slovenia (bandiera)     | D     | Aleš Kokot            |
| 5  | Germania (bandiera)     | D     | Marko Kopilaš         |
| 14 | Germania (bandiera)     | D     | Nikolaos Nakas        |
| 36 | Burkina Faso (bandiera) | D     | Saïdou Panandétiguiri |
| 2  | Germania (bandiera)     | D     | Fabian Schönheim      |
| 4  | Germania (bandiera)     | D     | Dajan Šimac           |
| 22 | Germania (bandiera)     | C     | Sascha Amstätter      |
| 30 | Germania (bandiera)     | C     | Patrick Bick          |

| N. |                                 | Ruolo | Calciatore          |
| -- | ------------------------------- | ----- | ------------------- |
| 10 | Bosnia ed Erzegovina (bandiera) | C     | Hajrudin Catic      |
| 34 | Germania (bandiera)             | C     | Ertan Ekiz          |
| 29 | Germania (bandiera)             | C     | Christopher Hübner  |
| 18 | Montenegro (bandiera)           | C     | Slobodan Lakičević  |
| 11 | Germania (bandiera)             | C     | Benjamin Siegert    |
| 33 | Georgia (bandiera)              | C     | Levan Tskit'ishvili |
| 7  | Germania (bandiera)             | C     | Björn Ziegenbein    |
| 25 | Germania (bandiera)             | A     | Bakary Diakité      |
| 21 | Paesi Bassi (bandiera)          | A     | Erwin Koen          |
| 13 | Germania (bandiera)             | A     | Ronny König         |
| 20 | Montenegro (bandiera)           | A     | Sanibal Orahovac    |
| 27 | Turchia (bandiera)              | A     | Aykut Öztürk        |
| 9  | Germania (bandiera)             | A     | Dennis Schmidt      |
| 24 | Germania (bandiera)             | A     | Dominik Stroh-Engel |
| 38 | Germania (bandiera)             | A     | Marcel Ziemer       |

## Organigramma societario
Area tecnica
- Allenatore: Hans-Werner Moser
- Allenatore in seconda: Sandro Schwarz
- Preparatore dei portieri: Steffen Vogler
- Preparatori atletici:

## Risultati

### 2. Bundesliga

#### Girone di andata
| Arbitro: | Sippel |

|                     |           |              |
| Auer 6’ Szukała 58’ | Marcatori | 23’ Orahovac |

| Arbitro: | Brych |

|             |           |           |
| Diakité 10’ | Marcatori | 30’ Grlić |

| Coblenza 31 agosto 2008, ore 14:00 CEST 3ª giornata | Coblenza | 0 – 0 referto | Wehen Wiesbaden | Stadion Oberwerth (7 957 spett.)\| Arbitro: \| Henschel \| |
| Arbitro:                                            | Henschel |               |                 |                                                            |

| Arbitro: | Frank |

|                   |           |                           |
| Orahovac 18’, 36’ | Marcatori | 56’ Mintál 90’ Charisteas |

| Arbitro: | Willenborg |

|                                       |           |  |
| Jäger 33’, 64’ Idrissou 53’, 83’, 90’ | Marcatori |  |

| Arbitro: | Metzen |

|           |           |                     |
| König 70’ | Marcatori | 5’, 16’, 71’ Toborg |

| Arbitro: | Meyer |

|                                                      |           |  |
| Amri 20’ Noveski 26’ Borja 58’ Heyden 73’ Baljak 78’ | Marcatori |  |

| Arbitro: | Kempter |

|                                    |           |           |
| Orahovac 26’ König 86’ Siegert 90’ | Marcatori | 78’ Mehic |

| Arbitro: | Bandurski |

|                         |           |  |
| Brunnemann 57’ Boll 61’ | Marcatori |  |

| Wiesbaden 28 ottobre 2008, ore 17:30 CET 10ª giornata | Wehen Wiesbaden | 0 – 0 referto | Ingolstadt 04 | BRITA-Arena (5 606 spett.)\| Arbitro: \| Fischer \| |
| Arbitro:                                              | Fischer         |               |               |                                                     |

| Arbitro: | Thielert |

|             |           |                 |
| Allagui 55’ | Marcatori | 40’ (rig.) Koen |

| Arbitro: | Brych |

|                                      |           |                |
| König 65’, 76’ Orahovac 68’ Koen 71’ | Marcatori | 73’, 89’ Lakić |

| Arbitro: | Seemann |

|                   |           |             |
| Cichon 19’ (rig.) | Marcatori | 38’ Kopilaš |

| Wiesbaden 23 novembre 2008, ore 14:00 CET 14ª giornata | Wehen Wiesbaden | 0 – 0 referto | RW Oberhausen | BRITA-Arena (6 687 spett.)\| Arbitro: \| Steuer \| |
| Arbitro:                                               | Steuer          |               |               |                                                    |

| Arbitro: | Zwayer |

|                                  |           |                                             |
| Lauth 6’ Gebhart 34’ Holebas 58’ | Marcatori | 73’ (aut.) Schwarz 81’ Orahovac 90’ Siegert |

| Arbitro: | Grudzinski |

|                 |           |                             |
| Stroh-Engel 84’ | Marcatori | 46’ Möhrle 50’ (rig.) Thurk |

| Arbitro: | Steinhaus |

|                  |           |  |
| Šimac 26’ (aut.) | Marcatori |  |

#### Girone di ritorno
| Arbitro: | Fleischer |

|            |           |  |
| Ziemer 45’ | Marcatori |  |

| Arbitro: | Dingert |

|                         |           |               |
| Kouemaha 6’ Makiadi 39’ | Marcatori | 27’ Schönheim |

| Arbitro: | Bandurski |

|           |           |                           |
| Šimac 66’ | Marcatori | 38’, 59’ Kuqi 45’ Stieber |

| Arbitro: | Christ |

|            |           |  |
| Eigler 69’ | Marcatori |  |

| Arbitro: | Grudzinski |

|  |           |                     |
|  | Marcatori | 43’ (rig.) Schuster |

| Arbitro: | Willenborg |

|          |           |  |
| Reus 40’ | Marcatori |  |

| Arbitro: | Winkmann |

|  |           |                     |
|  | Marcatori | 37’ Soto 90’ Baljak |

| Arbitro: | Seemann |

|                       |           |            |
| Mokhtari 15’ Ross 81’ | Marcatori | 83’ Ziemer |

| Arbitro: | Fandel |

|                           |           |           |
| Šimac 18’, 69’ Öztürk 77’ | Marcatori | 2’ Ebbers |

| Ingolstadt 9 aprile 2009, ore 18:00 CEST 27ª giornata | Ingolstadt 04 | 0 – 0 referto | Wehen Wiesbaden | TUJA-Stadion (4 714 spett.)\| Arbitro: \| Metzen \| |
| Arbitro:                                              | Metzen        |               |                 |                                                     |

| Arbitro: | Kempter |

|  |           |             |
|  | Marcatori | 23’ Cidimar |

| Arbitro: | Meyer |

|               |           |  |
| Jendrišek 90’ | Marcatori |  |

| Arbitro: | Walz |

|  |           |           |
|  | Marcatori | 59’ Engel |

| Arbitro: | Drees |

|  |           |           |
|  | Marcatori | 31’ König |

| Wiesbaden 12 maggio 2009, ore 17:30 CEST 32ª giornata | Wehen Wiesbaden | 0 – 0 referto | Monaco 1860 | BRITA-Arena (6 020 spett.)\| Arbitro: \| Steinhaus \| |
| Arbitro:                                              | Steinhaus       |               |             |                                                       |

| Arbitro: | Fischer |

|             |           |           |
| Sinkala 90’ | Marcatori | 55’ König |

| Arbitro: | Schalk |

|                 |           |               |
| Stroh-Engel 38’ | Marcatori | 68’ Fillinger |

### Coppa di Germania
| Arbitro: | Fleischer |

|  |           |                           |
|  | Marcatori | 68’ Orahovac 85’ Ahanfouf |

| Arbitro: | Gagelmann |

|           |           |  |
| König 72’ | Marcatori |  |

| Arbitro: | Kircher |

|  |           |           |
|  | Marcatori | 73’ König |

| Arbitro: | Stark |

|                               |           |             |
| Kopilaš 17’ (aut.) Petrić 37’ | Marcatori | 85’ Schwarz |

## Statistiche

### Statistiche di squadra
| Competizione      | Punti | In casa | In casa | In casa | In casa | In casa | In casa | In trasferta | In trasferta | In trasferta | In trasferta | In trasferta | In trasferta | Totale | Totale | Totale | Totale | Totale | Totale | DR  |
| Competizione      | Punti | G       | V       | N       | P       | Gf      | Gs      | G            | V            | N            | P            | Gf           | Gs           | G      | V      | N      | P      | Gf     | Gs     | DR  |
| ----------------- | ----- | ------- | ------- | ------- | ------- | ------- | ------- | ------------ | ------------ | ------------ | ------------ | ------------ | ------------ | ------ | ------ | ------ | ------ | ------ | ------ | --- |
| 2. Bundesliga     | 27    | 17      | 4       | 6       | 7       | 18      | 21      | 17           | 1            | 6            | 10           | 10           | 28           | 34     | 5      | 12     | 17     | 28     | 49     | -21 |
| Coppa di Germania | -     | 1       | 1       | 0       | 0       | 1       | 0       | 3            | 2            | 0            | 1            | 4            | 2            | 4      | 3      | 0      | 1      | 5      | 2      | +3  |
| Totale            | -     | 18      | 5       | 6       | 7       | 19      | 21      | 20           | 3            | 6            | 11           | 14           | 30           | 38     | 8      | 12     | 18     | 33     | 51     | -18 |

### Andamento in campionato
| Giornata  | 1  | 2  | 3  | 4  | 5  | 6  | 7  | 8  | 9  | 10 | 11 | 12 | 13 | 14 | 15 | 16 | 17 | 18 | 19 | 20 | 21 | 22 | 23 | 24 | 25 | 26 | 27 | 28 | 29 | 30 | 31 | 32 | 33 | 34 |
| --------- | -- | -- | -- | -- | -- | -- | -- | -- | -- | -- | -- | -- | -- | -- | -- | -- | -- | -- | -- | -- | -- | -- | -- | -- | -- | -- | -- | -- | -- | -- | -- | -- | -- | -- |
| Luogo     | T  | C  | T  | C  | T  | C  | T  | C  | T  | C  | T  | C  | T  | C  | T  | C  | T  | C  | T  | C  | T  | C  | T  | C  | T  | C  | T  | C  | T  | C  | T  | C  | T  | C  |
| Risultato | P  | N  | N  | N  | P  | P  | P  | V  | P  | N  | N  | V  | N  | N  | N  | P  | P  | V  | P  | P  | P  | P  | P  | P  | P  | V  | N  | P  | P  | P  | V  | N  | N  | N  |
| Posizione | 14 | 15 | 15 | 13 | 17 | 17 | 18 | 16 | 18 | 18 | 17 | 16 | 16 | 16 | 17 | 17 | 17 | 16 | 17 | 18 | 18 | 18 | 18 | 18 | 18 | 18 | 18 | 18 | 18 | 18 | 18 | 18 | 18 | 18 |

Legenda:

Luogo: C = Casa; T = Trasferta. Risultato: V = Vittoria; N = Pareggio; P = Sconfitta.

### Statistiche dei giocatori
| Giocatore         | 2. Bundesliga | 2. Bundesliga | 2. Bundesliga | 2. Bundesliga | Coppa di Germania | Coppa di Germania | Coppa di Germania | Coppa di Germania | Totale   | Totale | Totale      | Totale     |
| Giocatore         | Presenze      | Reti          | Ammonizioni   | Espulsioni    | Presenze          | Reti              | Ammonizioni       | Espulsioni        | Presenze | Reti   | Ammonizioni | Espulsioni |
| ----------------- | ------------- | ------------- | ------------- | ------------- | ----------------- | ----------------- | ----------------- | ----------------- | -------- | ------ | ----------- | ---------- |
| M. Birkenbach     | -             | -             | -             | -             | -                 | -                 | -                 | -                 | -        | -      | -           | -          |
| T. Richter        | -             | -             | -             | -             | -                 | -                 | -                 | -                 | -        | -      | -           | -          |
| A. Walke          | 34            | 0             | 1             | 0             | 4                 | 0                 | 0                 | 0                 | 38       | 0      | 1           | 0          |
| T. Barg           | 5             | 0             | 0             | 0             | 1                 | 0                 | 0                 | 0                 | 6        | 0      | 0           | 0          |
| K. Glibo          | 18            | 0             | 6             | 1             | 4                 | 0                 | 1                 | 0                 | 22       | 0      | 7           | 1          |
| T. Hollmann       | 19            | 0             | 4             | 0             | 1                 | 0                 | 0                 | 0                 | 20       | 0      | 4           | 0          |
| B. Hübner         | 17            | 0             | 3             | 0             | -                 | -                 | -                 | -                 | 17       | 0      | 3           | 0          |
| V. Jeknić         | 7             | 0             | 0             | 0             | 1                 | 0                 | 0                 | 0                 | 8        | 0      | 0           | 0          |
| A. Kokot          | 13            | 0             | 3             | 0             | 2                 | 0                 | 0                 | 0                 | 15       | 0      | 3           | 0          |
| M. Kopilaš        | 29            | 1             | 9             | 1             | 4                 | 0                 | 1                 | 0                 | 33       | 1      | 10          | 1          |
| N. Nakas          | 15            | 0             | 0             | 0             | -                 | -                 | -                 | -                 | 15       | 0      | 0           | 0          |
| S. Panandétiguiri | 27            | 0             | 6             | 2             | 3                 | 0                 | 1                 | 0                 | 30       | 0      | 7           | 2          |
| F. Schönheim      | 10            | 1             | 3             | 0             | 2                 | 0                 | 0                 | 0                 | 12       | 1      | 3           | 0          |
| D. Šimac          | 30            | 3             | 10            | 0             | 3                 | 0                 | 0                 | 0                 | 33       | 3      | 10          | 0          |
| S. Amstätter      | 18            | 0             | 6             | 0             | 3                 | 0                 | 0                 | 0                 | 21       | 0      | 6           | 0          |
| P. Bick           | 6             | 0             | 1             | 0             | 1                 | 0                 | 0                 | 0                 | 7        | 0      | 1           | 0          |
| H. Catic          | 8             | 0             | 0             | 0             | 1                 | 0                 | 0                 | 0                 | 9        | 0      | 0           | 0          |
| E. Ekiz           | -             | -             | -             | -             | -                 | -                 | -                 | -                 | -        | -      | -           | -          |
| C. Hübner         | -             | -             | -             | -             | 1                 | 0                 | 0                 | 0                 | 1        | 0      | 0           | 0          |
| S. Lakičević      | 3             | 0             | 0             | 0             | -                 | -                 | -                 | -                 | 3        | 0      | 0           | 0          |
| B. Siegert        | 28            | 2             | 3             | 0             | 3                 | 0                 | 0                 | 0                 | 31       | 2      | 3           | 0          |
| L. Tskit'ishvili  | 3             | 0             | 0             | 0             | -                 | -                 | -                 | -                 | 3        | 0      | 0           | 0          |
| B. Ziegenbein     | 11            | 0             | 0             | 0             | 2                 | 0                 | 0                 | 0                 | 13       | 0      | 0           | 0          |
| B. Diakité        | 16            | 1             | 1             | 0             | 4                 | 0                 | 0                 | 0                 | 20       | 1      | 1           | 0          |
| E. Koen           | 11            | 2             | 4             | 0             | -                 | -                 | -                 | -                 | 11       | 2      | 4           | 0          |
| R. König          | 31            | 6             | 6             | 0             | 4                 | 2                 | 0                 | 0                 | 35       | 8      | 6           | 0          |
| S. Orahovac       | 23            | 6             | 1             | 0             | 3                 | 1                 | 0                 | 0                 | 26       | 7      | 1           | 0          |
| A. Öztürk         | 10            | 1             | 0             | 0             | -                 | -                 | -                 | -                 | 10       | 1      | 0           | 0          |
| D. Schmidt        | 21            | 0             | 3             | 0             | 1                 | 0                 | 0                 | 0                 | 22       | 0      | 3           | 0          |
| D. Stroh-Engel    | 16            | 2             | 1             | 0             | -                 | -                 | -                 | -                 | 16       | 2      | 1           | 0          |
| M. Ziemer         | 17            | 2             | 1             | 0             | 2                 | 0                 | 0                 | 0                 | 19       | 2      | 1           | 0          |
| A. Ahanfouf       | 4             | 0             | 1             | 0             | 1                 | 1                 | 0                 | 0                 | 5        | 1      | 1           | 0          |
| S. Schwarz        | 21            | 0             | 9             | 0             | 3                 | 1                 | 2                 | 0                 | 24       | 1      | 11          | 0          |